# لوسا، اتریش
لوسا (به آلمانی: Laussa) یک منطقهٔ مسکونی در اتریش است که در ناحیه استیر لند واقع شده‌است. لوسا ۳۴ کیلومتر مربع مساحت دارد ۴۳۱ متر بالاتر از سطح دریا واقع شده‌است.